# Cachito (película)
Cachito es una película española de género road movie estrenada en 1996, coescrita y dirigida por Enrique Urbizu y protagonizada en los papeles principales por Jorge Perugorría, Sancho Gracia y Amara Carmona.
Está basada en el relato titulado Un asunto de honor del escritor Arturo Pérez-Reverte.

## Sinopsis
Una joven muchacha, al fallecer su abuela, emprende un viaje en busca de su madre que la abandonó cuando era un bebé. Su sorpresa es mayúscula cuando descubre que trabaja en un prostíbulo.

## Reparto
- Jorge Perugorría ... Manolo
- Sancho Gracia	... Rafael
- Amara Carmona ... Toñi
- Elvira Mínguez ... Nati
- Aitor Mazo ... Porky
- Sara Mora	...	Aurora
- Luis Cuenca ... Señor
- Pilar Bardem ... Prima
- Pepo Oliva ... Lucas
- May Pascual ... Ameli
- Txema Blasco ... Don Cayetano
- Lola Lemos ... Abuela
- Carmen de la Vega ...	Trujillo
- Roberto Cairo	...	Guardia Civil
- Sayago Ayuso ... Nazario
- Alba Crego ... Polaca
- Ruth Rodríguez ... Carnes
- Rodolfo Sancho ... Camarero
- Rachel Rose ... Morena
- Aquilino Gamazo ... McGuiver
- Kino Pueyo ... Encagado
- Felipe A. Hita ... Maestro Armas